# Шлајфрајзен
Шлајфрајзен (њем. Schleifreisen) општина је у њемачкој савезној држави Тирингија. Једно је од 93 општинска средишта округа Зале-Холцланд. Према процјени из 2010. у општини је живјело 452 становника. Посједује регионалну шифру (AGS) 16074084.

## Географски и демографски подаци
Шлајфрајзен се налази у савезној држави Тирингија у округу Зале-Холцланд. Општина се налази на надморској висини од 330 метара. Површина општине износи 7,0 km². У самом мјесту је, према процјени из 2010. године, живјело 452 становника. Просјечна густина становништва износи 64 становника/km².